# Erich Loos
Erich Loos (* 4. September 1913 in Wetzlar; † 2. Juli 2006 in Berlin) war ein deutscher Romanist und Literaturwissenschaftler.

## Leben und Werk
Loos wurde 1933 als Student zwangsexmatrikuliert und bis 1945 mit Studienverbot belegt. Er promovierte 1950 bei Fritz Schalk in Köln mit Charles Pinot Duclos als Moralist des achtzehnten Jahrhunderts und seine Bedeutung für den Stand der „gens de lettres“ und habilitierte sich ebenda mit Baldassare Castigliones „Libro del Cortegiano“. Studien zur Tugendauffassung des Cinquecento (Frankfurt 1955).
Nach Lehrstuhlvertretungen in Bonn und Heidelberg wurde er an die Freie Universität Berlin berufen, zuerst 1960 als außerordentlicher Professor für romanische Philologie, von 1963 bis 1978 als ordentlicher Professor. Rufe nach Freiburg, Bonn und München lehnte er ab. Von 1966 bis 1968 war er Dekan. Im Jahr 1977 wurde er Mitglied der Mainzer Akademie der Wissenschaften.

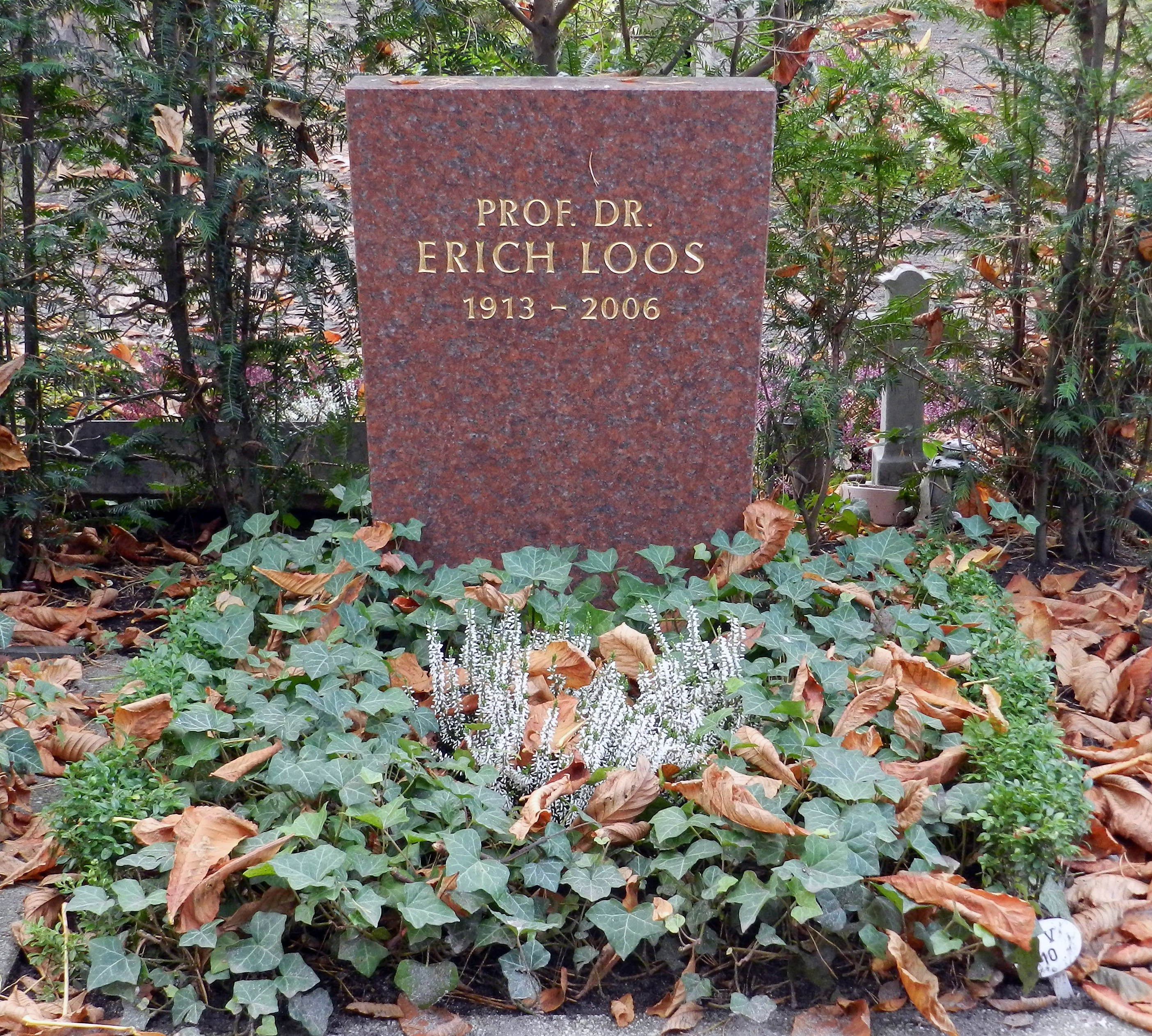
Grab von Loos auf dem Friedhof Nikolassee

Als Dekan der Philosophischen Fakultät der Freien Universität hielt Erich Loos die Ansprache bei der Trauerfeier für Benno Ohnesorg.
Das Grab von Erich Loos befindet sich auf dem Friedhof Nikolassee in Berlin.

## Weitere Werke
- (Hrsg.) Giacomo Casanova, Geschichte meines Lebens, 10 Bände, Berlin 1964–1967
- (Hrsg.) Crébillon der Jüngere, Das Gesamtwerk in acht Bänden, Berlin 1968–1972
- Der logische Aufbau der "Commedia" und die Ordo-Vorstellung Dantes, Wiesbaden 1984
- (Hrsg.) (mit Hermann Sauter) Paul Thiry Baron d’Holbach, Die gesamte erhaltene Korrespondenz,  Wiesbaden 1986
- Die Bedeutung der Musik im Werk Dantes, Stuttgart 1988
- Selbstanalyse und Selbsteinsicht bei Petrarca und Montaigne, Stuttgart 1988
- (Hrsg.) Kurt Ringger, Vom Mittelalter zur Moderne : Beiträge zur französischen und italienischen Literatur. Gedenkband, Tübingen 1991